# Међународна година језика
Генерална скупштина Уједињених нација је 2008. годину прогласила Међународном годином језика (енгл. International Year of Languages), у складу са резолуцијом Унеска. Резолуција је такође поново потврдила потребу да се постигне пуна једнакост између шест службених језика на веб страницама Уједињених нација.

## Порекло
Година је имала за циљ да се бави питањима језичке разноликости (у контексту културне разноликости), поштовања свих језика и вишејезичности. Резолуција је такође разматрала језичка питања у самим Уједињеним нацијама.
Генерална скупштина је 16. маја 2007. године прогласила 2008. Међународну годину језика, у складу са резолуцијом коју је усвојила Генерална конференција Организације Уједињених нација за образовање, науку и културу на својој тридесет трећој седници 20. октобра 2005. године.
Генерални директор УНЕСК-а Коичиро Мацуура је тада рекао:
„Језици су заиста од суштинског значаја за идентитет група и појединаца и за њихов миран суживот. Они представљају стратешки фактор напретка ка одрживом развоју и хармоничном односу између глобалног и локалног контекста... УНЕСКО стога позива владе, Организације Уједињених нација, организације цивилног друштва, образовне институције, професионална удружења и све друге заинтересоване стране да појачају своје активности на неговању поштовања, промоције и заштите свих језика, посебно угрожених језика, у свим појединачним и колективним контекстима“.
УНЕСКО је био задужен за координацију обележавања Године и званично ју је покренуо поводом Међународног дана матерњег језика, 21. фебруара 2008.

## Обележавање
Поред званичних догађаја које води УНЕСКО, разне националне, академске и невладине организације спонзорисале су догађаје, веб странице у циљу обележавања Међународне године језика. На сајту УНЕСКО-а налази се списак пројеката које су поднели појединци и организације.